# Каингароа (лес)
Каингароа — крупнейший лес на северном острове Новой Зеландии. Находится на территории регионов Ист Кейп и Бей-оф-Пленти. Площадь составляет 2900 км2 . Лесничество расположено в небольшом поселении в 50 км к юго-востоку от Роторуа.
Лес принадлежит правительству, первые лесопосадки были начаты в конце 1920-х гг. Через лес проходит шоссе SH38, от Уаи-О-Тапу на Мурупара и далее через Те Уревера на Уаироа.